# Alexandru Fronea
Alexandru Fronea (* 15. November 1933 in Bukarest; † 10. April 2013 in Ploiești) war ein rumänischer Fußballspieler. Der Abwehrspieler bestritt 1960 ein Länderspiel für sein Land.

## Sportlicher Werdegang
Fronea spielte zunächst für Sivicultorul Bukarest, Metalul Bukarest, Progresul Brăila und Carpați Sinaia. Ab 1957 lief er für den FC Petrolul Ploiești auf, der zu Beginn seiner Karriere dort noch Energia Ploiești hieß. 1958 gewann er mit dem Klub dank des besseren Torquotienten gegenüber dem punktgleichen Konkurrenten CCA Bukarest erstmals den Meistertitel des Landes, der im folgenden Jahr mit einem Punkt Vorsprung auf Dinamo Bukarest verteidigt wurde. In die erfolgreiche Zeit seines Klub fällt auch Froneas einziger Länderspieleinsatz, als er im Rahmen der Qualifikation zur Europameisterschaft 1960 im Viertelfinalrückspiel gegen den späteren Turnierdritten Tschechoslowakei bei der 0:3-Niederlage in Bratislava mitwirkte.
Zum Karriereausklang wechselte Fronea 1965 zum seinerzeitigen Zweitligisten Metalul Târgoviște.